# Geocapromys thoracatus
Geocapromys thoracatus is een uitgestorven zoogdier uit de familie van de stekelratten (Echimyidae). De wetenschappelijke naam van de soort werd voor het eerst geldig gepubliceerd door Frederick True in 1888.

## Kenmerken
G. thoracatus was een grote soort voor het geslacht. De bovenkant van het lichaam was grijsbruin, de onderkant lichtbruin. Over de borst liep een band van vuilwitte vacht. De grote oren waren slechts bedekt met korte, fijne haren en lijken naakt. De korte staart was bedekt met donkerbruine haren. Vrouwtjes hadden twee paren van mammae op de borst. De tandformule bedroeg 1.0.1.31.0.1.3. Mannetjes waren iets groter dan vrouwtjes. De kop-romplengte bedraagt 310 tot 344 millimeter, de staartlengte 57 tot 70 millimeter, de achtervoetlengte 64 tot 70 millimeter, de oorlengte 24 tot 28 millimeter en de schedellengte 65,9 tot 73,0 millimeter. Het gewicht bedroeg waarschijnlijk meestal minder dan een kilogram.

## Voorkomen
De soort kwam voor op Little Swan Island voor de kust van Honduras.

## Leefwijze
G. thoracatus was een overdag of in de schemering actieve, agressieve plantenetende soort die per worp één of twee jongen kreeg.

## Uitsterven
De soort was oorspronkelijk zeer algemeen, maar de soort is waarschijnlijk uitgestorven door een verwoestende orkaan in 1955 en de introductie van katten op het eiland, enkele jaren later. Waarschijnlijk had (de voorouder van) G. thoracatus het eiland in het Pleistoceen bereikt vanuit Jamaica door zich van het ene eiland naar het andere te bewegen (in die tijd was er een groter aantal eilanden in de Caribische Zee door het lagere zeeniveau). De nauwste verwant van G. thoracatus is de Jamaicastompstaartrat (G. browni); soms wordt G. thoracatus als een ondersoort van die soort gezien. 
Er zijn twee keer hutia's van het eiland gevangen genomen en naar het Verenigd Koninkrijk getransporteerd. De eerste keer, in 1908, werden twee exemplaren gevangen, waarvan het eerste al tijdens de reis stierf en het tweede kort na de aankomst in Engeland ook stierf, maar niet voordat het aan koning Eduard VII was getoond. De tweede keer, in 1937, werden veertien exemplaren gevangen met als doel de soort in gevangenschap te behouden. Dit mislukte echter; alle dieren stierven binnen drie jaar.